# Principia Cybernetica
Principia Cybernetica è una collaborazione internazionale di scienziati nel campo della cibernetica e della scienza dei sistemi, nota soprattutto per il suo sito Principia Cybernetica Web. L'organizzazione è dedita a quella che viene definita "una filosofia evolutiva-sistemica con il supporto del computer, nel contesto dei campi accademici transdisciplinari di sistemistica e cibernetica".
È un tentativo, suffragato da tecnologie informatiche, di sviluppare una completa filosofia cibernetica ed evoluzionistica.
Un tale sistema filosofico dovrebbe sorgere da un'unificazione interdisciplinare tra la teoria dei sistemi e la cibernetica.
Il nome del progetto si rifà alla nota opera filosofico-scientifica di Alfred North Whitehead e Bertrand Russel Principia Mathematica.

## Storia
Il Principia Cybernetica Project (PCP) fu ideato nel 1987 dal fisico informatico e cibernetico Valentin Turchin, la cui visione antitotalitaria lo costrinse nel 1977 a migrare dall'URSS agli Stati Uniti.
Egli ha sviluppato una filosofia cibernetica basata sul concetto di "transizione di metasistema" con implicazioni per l'evoluzione umana, i sistemi politici e  i fondamenti della matematica.
Nel 1987 Turchin entrò in contatto con lo statunitense Cliff Joslin, un teorico dei sistemi e sviluppatore software; quest'ultimo consigliò una struttura a rete semantica, il "learning web", usando ipertesti ed internet.
Insieme quindi fondarono il PCP scrivendo un "Manifesto cibernetico" e una mailing-list.
Nel 1990 Francis Heylighen, fisico belga e scienziato cognitivista, aderì al progetto.

## Teoria
Uno degli obiettivi del PCP è quello di sviluppare un "sistema filosofico" completo o "visione del mondo".
Riguardo all'ontologia, il PCP ritiene che l'essenza dell'universo sia rappresentata da processi elementari o "azioni".
- "Azione": "In principio c'era l'azione" (Goethe)
- "Mondo" = Volontà + Rappresentazione (Schopenhauer)

La "volontà" si manifesta nell'azione; volontà ed azione sono inseparabili, si può quindi dire che:
- "Mondo percettibile" = Azione + Rappresentazione

Nella cibernetica si fa astrazione dei concetti di materia, energia, spazio e tempo. Resta solo l'interdipendenza fra la varie azioni.
Quando si ignora l'"agente" dell'azione si parla di "evento".
L'universo, per la PCP, è sorto spontaneamente attraverso l'evoluzione dell'auto-organizzazione, basandosi sul principio darwiniano della variazione casuale e della selezione naturale.
L'"inizio" è stato dovuto, molto probabilmente, ad una fluttuazione quantistica del vuoto o dall'incontro tra due stringhe cosmiche (o "M-brane") che si è poi manifestata nell'evento noto come Big Bang (grande esplosione iniziale), circa 13,5 miliardi di anni fa.
Il mondo è così come è, perché si è evoluto in modo accidentale attraverso transizioni di metasistemi e processi autoorganizzativi.
La sequenza è quindi: Fluttuazione quantistica del vuoto, "Big Bang", particelle elementari, atomi, molecole, cellule viventi, organismi multicellulari, animali, popoli e società.
Attualmente l'uomo occupa il punto più alto nella gerarchia dei metasistemi, tramite l'epifenomeno dell'autocoscienza.
Recentemente, l'umanità ha iniziato una nuova transizione di metasistema verso un "super organismo" sociale dotato di una intelligenza globale.
In questa ottica, lo sviluppo di tecnologie informatiche come internet può essere visto come un embrione di sistema nervoso di questo nuovo organismo sociale (chiamato anche Metaman, Cybion, Super-Essere, "Global - Brain").
Il web del PCP è organizzato utilizzando il concetto del learning web e cioè come una gigantesca rete mondiale in cui sono rafforzate solo le connessione che vengono effettivamente visitate dagli utenti.
Il PCP può quindi essere inquadrato nel novero dei movimenti  che cercano di migliorare la qualità della vita umana tramite la scienza, la tecnologia ed il pensiero razionale.
Inoltre, il PCP è una sorta di filosofia che cerca di dare risposte alle grandi domande filosofiche come "Perché il mondo è così?", "Da dove viene tutto?", "Qual è lo scopo di tutto?", "Cos'è la felicità?".
Le risposte a tali domande così impegnative, sono date in una ottica razionalista e positivista.
La filosofia PCP, con il suo concetto di evoluzione continua, può essere anche inquadrato in una visione di tipo panteistico in cui vi è una progressiva "coscientizzazione" dell'intero universo.
In questa ottica, forte il richiamo alle teorie filosofiche del gesuita Teilhard de Chardin, sfrondate dal loro aspetto più strettamente religioso.